# Најбоље од Рибље чорбе (компилација 2021.)
Најбоље од Рибље чорбе је компилацијски албум српског и југословенског рок бенда Рибља чорба. Објављен је 27. августа 2021. године под окриљем издавачке куће Хи-Фи Центар, а на њему се налази шеснаест песама.

## Листа песама
| №   | Назив                               | Трајање |  |
| 1.  | Нојева барка                        | 4:49    |  |
| 2.  | Србин је луд                        | 2:56    |  |
| 3.  | 100 година самоће                   | 4:11    |  |
| 4.  | Рокенрол за кућни савет (уживо)     | 3:41    |  |
| 5.  | Остаћу слободан (уживо)             | 2:33    |  |
| 6.  | Амстердам (уживо)                   | 4:01    |  |
| 7.  | Авиону сломићу ти крила (уживо)     | 4:08    |  |
| 8.  | Звезда поткровља и сутерена (уживо) | 3:01    |  |
| 9.  | Кад сам био млад (уживо)            | 2:49    |  |
| 10. | Зашто увек курцу свирам             | 3:11    |  |
| 11. | Пичкин дим                          | 3:40    |  |
| 12. | Дај ми лову                         | 3:00    |  |
| 13. | Гастарбајтерска                     | 3:54    |  |
| 14. | Гастарбајтерска 2                   | 4:01    |  |
| 15. | Зелена трава дома мог               | 3:45    |  |
| 16. | Царе                                | 4:07    |  |